# Ennio Guarnieri
Ennio Guarnieri (Roma, 12 ottobre 1930 – Licata, 1º luglio 2019) è stato un direttore della fotografia italiano.
Visse il periodo più ispirato della sua carriera tra anni sessanta e settanta. Fu collaboratore abituale di autori dal gusto figurativo raffinato ed estetizzante quali Mauro Bolognini e Franco Zeffirelli; lavorò anche in più occasioni con Vittorio De Sica, Marco Ferreri, Lina Wertmüller e Carlo Verdone.

## Biografia
Abbandonati gli studi da geometra e arrivato al cinema in modo del tutto casuale,  dal 1949 al 1956 fu assistente nella troupe di Anchise Brizzi. In seguito lavorò con Aldo Tonti per La tempesta (1958) di Alberto Lattuada e con Otello Martelli per La dolce vita (1960) di Federico Fellini. Dopo un solo anno come operatore alla macchina a fianco di Roberto Gerardi e Marcello Gatti, esordì alla direzione della fotografia nel 1962 con I giorni contati di Elio Petri. 
Nella seconda metà degli anni sessanta per la sua abilità nel ritrarre gli attori diventò operatore di fiducia per dive dell'epoca come Virna Lisi, Sylva Koscina e Tina Aumont, per le quali faceva ampio uso di soft focus, controluce e velatini. Il suo lavoro in L'assoluto naturale (1969) diretto da Mauro Bolognini ed interpretato da Sylva Koscina, «a metà strada tra kitsch e tradizione figurativa colta» è «uno dei capisaldi della fotografia italiana degli anni Sessanta».
Nel corso degli anni settanta offrì le migliori prove negli adattamenti letterari e nelle ricostruzioni d'epoca per Mauro Bolognini (Metello del 1970, da Vasco Pratolini, Bubù del 1971, da Charles-Louis Philippe, Per le antiche scale del 1975, da Mario Tobino, L'eredità Ferramonti del 1976, da Gaetano Carlo Chelli), ma anche nei lavori per Vittorio De Sica, per il quale fotografò le ultime quattro regie, tra cui Il giardino dei Finzi Contini (1970), che gli valse la candidatura al BAFTA alla migliore fotografia.
La prima collaborazione con Franco Zeffirelli, Fratello sole, sorella luna (1972), gli fruttò la vittoria del suo primo Nastro d'argento alla migliore fotografia, benché il film fosse piuttosto criticato per le sue «radiose immagini da dépliant turistico». Ne vincerà un secondo dieci anni dopo sempre con un film diretto da Zeffirelli, La traviata.
Negli anni ottanta e novanta lavorò in televisione e nella pubblicità, ritrovando solo episodicamente la sua ispirazione migliore al cinema.

## Riconoscimenti
- Nastro d'argento alla migliore fotografia
  - 1965: candidato - Le voci bianche
  - 1973: vincitore - Fratello sole, sorella luna
  - 1983: vincitore - La traviata

- BAFTA alla migliore fotografia
  - 1973: candidato - Il giardino dei Finzi-Contini

- Premio Gianni Di Venanzo 2003: Premio alla carriera

## Filmografia

### Cinema
- L'imprevisto, regia di Alberto Lattuada (1961)
- I giorni contati, regia di Elio Petri (1962)
- Luciano, una vita bruciata, regia di Gian Vittorio Baldi (1962)
- Il mare, regia di Giuseppe Patroni Griffi (1962)
- Una storia moderna - L'ape regina, regia di Marco Ferreri (1963)
- Un tentativo sentimentale, regia di Pasquale Festa Campanile e Massimo Franciosa (1963)
- Nudi per vivere, documentario, regia di Giuliano Montaldo, Elio Petri e Giulio Questi (1963)
- Alta infedeltà, episodi "Peccato nel pomeriggio" di Elio Petri, "Scandaloso" di Franco Rossi e "La Sospirosa" di Luciano Salce (1964)
- I malamondo, documentario, regia di Paolo Cavara (1964)
- Le voci bianche, regia di Pasquale Festa Campanile e Massimo Franciosa (1964)
- Ecco il finimondo, documentario, regia di Paolo Nuzzi (1964)
- La costanza della ragione, regia di Pasquale Festa Campanile (1964)
- Controsesso, episodio "Una donna d'affari", regia di Renato Castellani (1964)
- Le bambole, regia di Mauro Bolognini, Luigi Comencini, Dino Risi e Franco Rossi (1965)
- Questa volta parliamo di uomini, regia di Lina Wertmüller (1965)
- I complessi, episodi "Una giornata decisiva" di Dino Risi e "Il complesso della schiava nubiana" di Franco Rossi (1965)
- 7 uomini d'oro, regia di Marco Vicario (1965)
- Made in Italy, regia di Nanni Loy (1965)
- Il grande colpo dei 7 uomini d'oro, regia di Marco Vicario (1966)
- Top Crack, regia di Mario Russo (1967)
- La ragazza e il generale, regia di Pasquale Festa Campanile (1967)
- Arabella, regia di Mauro Bolognini (1967)
- Le dolci signore, regia di Luigi Zampa (1968)
- Tenderly, regia di Franco Brusati (1968)
- Meglio vedova, regia di Duccio Tessari (1968)
- Il medico della mutua, regia di Luigi Zampa (1968)
- Camille 2000, regia di Radley Metzger (1969)
- Violenza al sole, regia di Florestano Vancini (1969)
- L'assoluto naturale, regia di Mauro Bolognini (1969)
- Medea, regia di Pier Paolo Pasolini (1969)
- Metello, regia di Mauro Bolognini (1970)
- L'invasione (L'invasion), regia di Yves Allégret (1970)
- Il giardino dei Finzi-Contini, regia di Vittorio De Sica (1970)
- Le coppie, episodio "Il leone", regia di Vittorio De Sica (1970)
- Bubù, regia di Mauro Bolognini (1971)
- ...dopo di che, uccide il maschio e lo divora (Marta), regia di José Antonio Nieves Conde (1971)
- Fratello sole, sorella luna, regia di Franco Zeffirelli (1972)
- Lo chiameremo Andrea, regia di Vittorio De Sica (1972)
- L'uccello migratore, regia di Steno (1972)
- Daniele e Maria, regia di Ennio De Concini (1973)
- Gli ultimi 10 giorni di Hitler, regia di Ennio De Concini (1973)
- Una breve vacanza, regia di Vittorio De Sica (1973)
- Mercoledì delle ceneri (Ash Wednesday), regia di Larry Peerce (1973)
- Il viaggio, regia di Vittorio De Sica (1974)
- Fatti di gente perbene, regia di Mauro Bolognini (1974)
- Travolti da un insolito destino nell'azzurro mare d'agosto, regia di Lina Wertmüller (1974)
- Per le antiche scale, regia di Mauro Bolognini (1975)
- Assassinio sul ponte (Der Richter und sein Henker), regia di Maximilian Schell (1975)
- Gente di rispetto, regia di Luigi Zampa (1975)
- L'infermiera, regia di Nello Rossati (1975)
- L'eredità Ferramonti, regia di Mauro Bolognini (1976)
- Corrimi dietro... che t'acchiappo (Cours après moi que je t'attrape), regia di Robert Pouret (1976)
- Cassandra Crossing, regia di George Pan Cosmatos (1976)
- Al piacere di rivederla, regia di Marco Leto (1976)
- Autopsia di un mostro (À chacun son enfer), regia di André Cayatte (1977)
- Mogliamante, regia di Marco Vicario (1977)
- Il gatto, regia di Luigi Comencini (1977)
- Il... Belpaese, regia di Luciano Salce (1977)
- La presidentessa, regia di Luciano Salce (1977)
- Formula 1 - Febbre della velocità, documentario, regia di Ottavio Fabbri, Mario Morra e Oscar Orefici (1978)
- Enfantasme (L'enfant de nuit), regia di Sergio Gobbi (1978)
- L'ingorgo, regia di Luigi Comencini (1979)
- Il giocattolo, regia di Giuliano Montaldo (1979)
- Stridulum, regia di Giulio Paradisi (1979)
- Un uomo in ginocchio, regia di Damiano Damiani (1979)
- Dottor Jekyll e gentile signora, regia di Steno (1979)
- I viaggiatori della sera, regia di Ugo Tognazzi (1979)
- Un sacco bello, regia di Carlo Verdone (1980)
- Il cappotto di Astrakan, regia di Marco Vicario (1980)
- La storia vera della signora delle camelie, regia di Mauro Bolognini (1981)
- Storia di donne (Les ailes de la colombe), regia di Benoît Jacquot (1981)
- Il turno, regia di Tonino Cervi (1981)
- Borotalco, regia di Carlo Verdone (1982)
- La casa stregata, regia di Bruno Corbucci (1982)
- La traviata, regia di Franco Zeffirelli (1982)
- Storia di Piera, regia di Marco Ferreri (1983)
- Ginger e Fred, regia di Federico Fellini (1986)
- Otello, regia di Franco Zeffirelli (1986)
- Mosca addio, regia di Mauro Bolognini (1986)
- Dancers, regia di Herbert Ross (1987)
- Il volatore di aquiloni, regia di Renato Pozzetto (1987)
- Il mistero del panino assassino, regia di Giancarlo Soldi (1987)
- Francesco, regia di Liliana Cavani (1989)
- 12 registi per 12 città, episodio "Palermo", regia di Mauro Bolognini (1989)
- L'homme au masque d'or, regia di Eric Duret (1991)
- La carne, regia di Marco Ferreri (1991)
- Il proiezionista (The Inner Circle), regia di Andrej Končalovskij (1991)
- L'Atlantide, regia di Bob Swaim (1992)
- Rendez-vous con la morte (Entangled), regia di Max Fischer (1993)
- Storia di una capinera, regia di Franco Zeffirelli (1993)
- Sherwood's Travels, regia di Ron Coswell e Steve Miner (1994)
- C'è Kim Novak al telefono, regia di Riki Roseo (1994)
- Ninfa plebea, regia di Lina Wertmüller (1995)
- 3, regia di Christian De Sica (1996)
- Simpatici & antipatici, regia di Christian De Sica (1998)
- I volontari, regia di Domenico Costanzo (1998)
- Il mondo è magia - Le nuove avventure di Pinocchio (The New Adventures of Pinocchio), regia di Michael Anderson (1999)
- Le giraffe, regia di Claudio Bonivento (2000)
- Sottovento!, regia di Stefano Vicario (2001)
- Se lo fai sono guai, regia di Michele Massimo Tarantini (2001)
- La piantina, cortometraggio, regia di Angelo Frezza (2001)
- Callas Forever, regia di Franco Zeffirelli (2002)
- Il diario di Matilde Manzoni, regia di Lino Capolicchio (2002)
- Il compagno americano, regia di Barbara Barni (2003)
- Amerika, regia di Maurizio Scaparro (2004)
- Bonjour Michel, regia di Arcangelo Bonaccorso (2005)
- Anita - Una vita per Garibaldi, regia di Aurelio Grimaldi (2007)
- K. Il bandito, regia di Martin Donovan (2008)
- Il seme della discordia, regia di Pappi Corsicato (2008)
- Il caso Rasputin, regia di Josée Dayan e Irakli Kvirikadze (2011)
- Sotto una buona stella, regia di Carlo Verdone (2014)

### Televisione
- I cavalieri di Malta, regia di Vittorio De Sica – documentario TV (1971)
- American Playhouse – serie TV, episodio 1x17 (1982)
- Ellis Island – miniserie TV, 3 episodi (1984)
- A.D. - Anno Domini (A.D.), regia di Stuart Cooper – miniserie TV, 5 puntate (1985)
- La romana – miniserie TV, 3 episodi (1988)
- Gli indifferenti, regia di Mauro Bolognini – film TV (1988)
- Disperatamente Giulia – miniserie TV (1989)
- Donna d'onore – miniserie TV, 6 episodi (1990)
- Isabella la ladra – miniserie TV, 3 episodi (1989)
- Killer Rules, regia di Robert Ellis Miller – film TV (1993)
- Estasi, regia di Maria Carmela Cicinnati e Peter Exacoustos – film TV (1993)
- Giacobbe (Jacob), regia di Peter Hall – film TV (1994)
- Favola, regia di Fabrizio De Angelis – film TV (1996)
- Avvocati – serie TV (1998)
- Il settimo papiro (The Seventh Scroll) – miniserie TV, 3 episodi (1999)
- La notte di Pasquino, regia di Luigi Magni – film TV (2003)
- Madre come te, regia di Vittorio Sindoni – film TV (2004)
- Milady, regia di Josée Dayan – film TV (2004)
- La maledizione dei Templari (Les rois maudits) – miniserie TV, 5 puntate (2005)
- La contessa di Castiglione – film TV (2006)
- La mia casa è piena di specchi – film TV (2010)
- Cenerentola - Una favola in diretta, regia di Pierre Cavassilas – film TV (2012)